# Erzbistum Jinan
| Erzbistum Jinan        | |
| Basisdaten             | |
| Staat                  | Volksrepublik China |
|                        | |
| Diözesanbischof        | Joseph Zhang Xianwang |
|                        | |
| Fläche                 | 25.000 km² |
| Einwohner              | 4.890.667 ( AP 1951) |
| Katholiken             | 44.016 (AP 1951) |
| Anteil                 | 0,9 % |
| Diözesanpriester       | 19 (AP 1951) |
| Ordenspriester         | 65 (AP 1951) |
| Katholiken je Priester | 524 |
| Ordensschwestern       | 28 (AP 1951) |
|                        | |
| Ritus                  | Römischer Ritus |
| Liturgiesprache        | Hochchinesisch |
| Kathedrale             | Herz-Jesu-Kathedrale (Jinan) |
|                        | |
| Suffraganbistümer      | - Bistum Caozhou - Bistum Tsingtao - Bistum Weifang - Bistum Yanggu - Bistum Yantai - Bistum Yanzhou - Bistum Yizhou - Bistum Zhoucun |

Das Erzbistum Jinan (lateinisch Archidioecesis Zinanensis) ist eine römisch-katholische Erzdiözese in der Volksrepublik China mit Sitz in Jinan.

## Geschichte
Es wurde am 3. September 1839 als Apostolisches Vikariat von Scian-Ton Settentrionale (Nord-Shantung) begründet, wechselte seinen Namen am 3. Dezember 1924 zu Tsinanfu und wurde am 1. April 1946 zum Erzbistum Jinan erhoben. Es ist Metropolitanbistum von sieben Suffraganbistümern.

## Ordinarien
Die Leitung war folgenden Personen in unterschiedlichen Funktionen übertragen worden:
- Apostolische Vikare von Nord-Shantung
  - Bischof Luigi Moccagatta, OFM (1844 – 27. September 1870)
  - Bischof Efrem Giesen, OFM (18. Juli 1902 – 1919)
  - Bischof Adalberto Schmücker, OFM (2. August 1920 – 3. Dezember 1924)
- Apostolische Vikare von Tsinanfu
  - Bischof Adalberto Schmücker, OFM (3. Dezember 1924 – 1927)
  - Bischof Cyrillus Jarre, OFM (als einfacher Diözesanbischof vom 18. Mai 1929 – 11. April 1946)
- Erzbischöfe von Jinan
  - Erzbischof Cyrillus Jarre, OFM (als Metropolit vom 11. April 1946 – 8. März 1952)
  - Fr. John P'ing Ta-kuam, OFM (Apostolischer Administrator 7. November 1952 – 1984)
  - Sedisvakanz (1984 – 1997)
  - Erzbischof James Zhao Zi-ping (1997 – 18. Mai 2008)
  - Erzbischof Joseph Zhang Xian-Wang (seit 2008)